# Célio Aureliano
Célio Aureliano (fl. século V) de Sicca, na Numídia, foi um médico romano e escritor sobre tópicos médicos. Ele é melhor conhecido por sua tradução do grego para o latim de um trabalho de Sorano de Éfeso, Sobre doenças agudas e crônicas. Provevelmente se desenvolveu no século V, embora alguns o coloquem em dois ou três séculos mais cedo. Em favor da data mais posterior está a natureza de seu latim, que mostra uma forte tendência para o romance, e a similaridade de sua língua com a de Cássio Félix, um também conhecido escritor médico africano, que em torno de 450, escreveu um pequeno tratado, baseado principalmente em Galeno.
Possuímos uma tradução de Aureliano de dois trabalhos de Sorano de Éfeso (século II), o representante principal da escola metódica de medicina, sobre enfermidades crônicas e agudas—Tardae ou Paixões Crônicas, em cinco livros, e Celeres ou Paixões Agudas em três. A tradução, que é especialmente valorosa desde que o original foi perdido, mostra que Sorano possui considerável habilidade prática no diagnóstico de doenças tanto ordinárias quanto excepcionais. É importante no que ele contém sobre numerosas referências aos métodos de autoridades médicas primitivas.
Também possuímos consideráveis fragmentos de seu Medicinales Responsiones, também adaptado de Sorano, um tratado geral sobre medicina na forma de perguntas e respostas; ele trata de regras de saúde (salutaria praecepta) e da patologia de doenças internas (ed. Rose, Anecdota Graeca et Latina, ii., 1870). Onde é possível comparar a tradução de Aureliano com o original — como um fragmento de sua Ginaecia com o de Sorano Περὶ γυναικείων Παθῶν — descobre-se que é literal, mas condensada.
Não há aparentemente nenhum manuscrito dos tratados existentes.
Em seus textos, Aureliano escreve sobre o médico grego do século II, Apolônio Glauco, autor de vários trabalhos sobre doenças internas.  Aureliano cita uma passagem sobre o tema das lombrigas.